# Glimåkra landskommun
Glimåkra landskommun var en tidigare kommun i dåvarande Kristianstads län i Skåne.

## Administrativ historik
När 1862 års kommunalförordningar började gälla inrättades denna kommun i Glimåkra socken i Östra Göinge härad i Skåne.
Kommunreformen 1952 påverkade inte Glimåkra, som kvarstod som egen kommun fram till 1974, då den genom sammanläggning gick upp i Östra Göinge kommun.
24 november 1928 inrättad i kommunen Glimåkra municipalsamhälle som sedan upplöstes 31 december 1959.
Kommunkoden 1952-1973 var 1124.

### Kyrklig tillhörighet
I kyrkligt hänseende tillhörde kommunen Glimåkra församling.

## Kommunvapnet
Blasonering: Sköld kluven av svart och guld med ett lövträd av guld i det första fältet och en svart hacka i det andra.
Vapnet fastställdes av Kungl. Maj:t den 29 mars 1968 och förlorade sin giltighet vid kommunens upplösning.

## Geografi
Glimåkra landskommun omfattade den 1 januari 1952 en areal av 159,46 km², varav 154,87 km² land.

### Tätorter i kommunen 1960
I Glimåkra landskommun fanns tätorten Glimåkra, som hade 1 189 invånare den 1 november 1960. Tätortsgraden i kommunen var då 42,2 procent.

## Politik

### Mandatfördelning i valen 1938-1970
| 2 | 13 | 4 | 3 | 3 |

| 25 |

| 2 | 13 | 4 | 4 | 2 |

| 24 |

| 2 | 12 | 4 | 4 | 3 |

| 24 |

| 12 | 5 | 6 | 2 |

| 24 |

|  | 12 | 4 | 6 | 2 |

| 24 |

| 11 | 4 | 6 | 4 |

| 23 |

|  | 13 | 2 | 5 | 4 |

| 23 |

|  | 11 | 6 | 5 | 2 |

| 23 |

|  | 12 | 6 | 3 |  | 2 |

| 21 | 4 |